# Lucembursko na Letních olympijských hrách 1952
Lucembursko se účastnilo Letní olympiády 1952 ve finských Helsinkách. Zastupovalo jej 44 sportovců (všichni muži) v 9 sportech.

## Medailisté
| Medaile | Jméno        | Sport    | Soutěž             |
| ------- | ------------ | -------- | ------------------ |
| Zlato   | Josy Barthel | Atletika | Muži běh na 1500 m |